# Ténéré

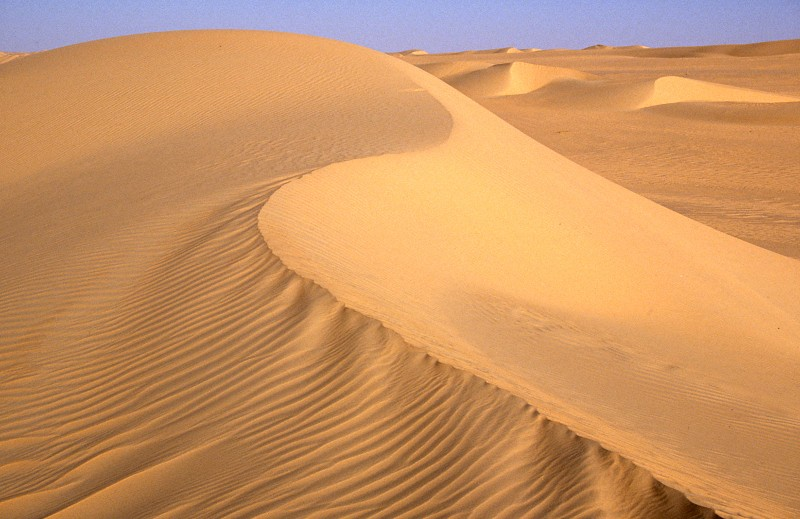
Dünen im Abendlicht zwischen Fachi und Bilma

Lage der Ténéré innerhalb der Sahara

Die Ténéré ist eine Sandwüste in der südlichen Sahara im Norden Nigers und wird auch die Wüste der Wüsten genannt.

## Beschreibung
Der Name Ténéré stammt aus dem Tamascheq, der Sprache der Tuareg und bedeutet ‚Land da draußen‘ (einfach übersetzt auch ‚Wüste‘). Innerhalb der Wüstenregion unweit der Geländestufe Tiguidit befindet sich eine große Fundstätte von Dinosaurierfossilien.
Die Ténéré liegt im nordwestlichen Teil des Tschadbeckens. Der nördliche Teil der Ténéré-Wüste ist eine nahezu brettebene Kieswüste. Der südliche Teil dagegen besteht vorwiegend aus mehr oder weniger hohen Sand-Dünenzügen, die teilweise über einhundert Kilometer lang sind. Im östlichen Teil der Ténéré befindet sich das Kaouar-Tal mit den Oasen Séguédine, Anney, Dirkou und Bilma. In Nord-Süd-Richtung hat dieser Abschnitt eine Ausdehnung von rund 160 km. Im Westen wird die Ténéré durch das Aïr-Gebirge und im Nordosten vom Plateau von Djado begrenzt. Vom Aïr-Gebirge bis zum Kaouar-Tal beträgt die Entfernung etwa 500 km.

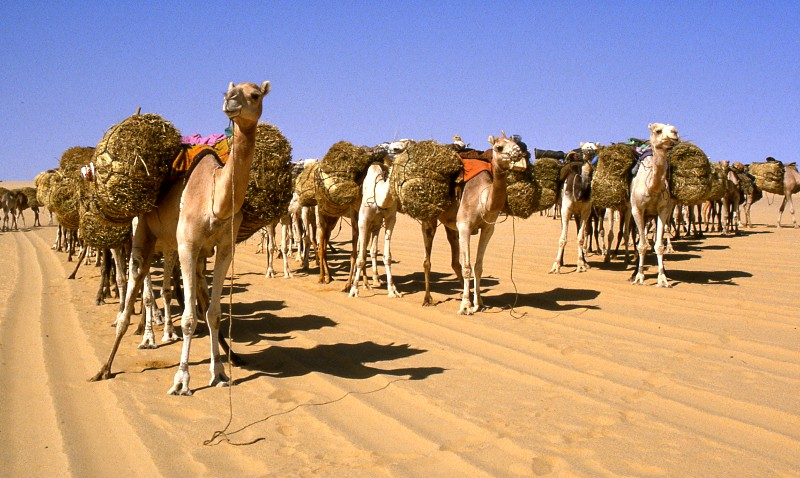
Salzkarawane, Dromedare auf dem Weg nach Bilma

Nördlich der Straße Agadez-Fachi erstreckt sich seit 1988 das Aïr und Ténéré Naturreservat, das seit 1991 zusammen mit den nördlichen Teilen des Aïr-Gebirges zum Weltnaturerbe der UNESCO gehört. In diesem Teil der Wüste gibt es Sanddünen von 300 m bis 400 m Höhe. Es ist mit 7,7 Millionen Hektar das größte Schutzgebiet Afrikas. Seit den Aufständen der Tuareg 1992 steht das Gebiet auf der Roten Liste des gefährdeten Welterbes.

## Flora und Fauna
Die Wüste ist durch eine relativ karge Vegetation gekennzeichnet. Besonders nach Regenfällen kann es zu kurzzeitigem Pflanzenwuchs kommen. Dann wachsen vor allem das Burzeldorngewächs Tribulus longipetalus, das Geknäulte Zyperngras und das Süßgras Stipagrostis acutiflora. Dennoch kamen einst zahlreiche Huftiere und sogar große Raubtiere wie Löwen und Wildhunde vor. Letztere sind durch heftige Bejagung seit dem Beginn des 20. Jahrhunderts verschwunden. Heute leben in den weitläufigen Trockengebieten immer noch Gazellen und Antilopen.
Im Südosten der Wüste lebt eine Population von etwa 100 Mendesantilopen. Diese Population war seit 1979 stark zurückgegangen und betrug zeitweilig nur 15 Tiere.

## Bevölkerung
Die Bewohner der Wüste sind hauptsächlich Tuareg. Die drei Tuareg-Stämme Kel Aïr, Iwillimidan Kel Denneg und Kel Gres beherrschten die Gegend bis zur Besetzung durch die Franzosen. Weitere ethnische Gruppen sind Hausa, Songhai, Wodaabe (auch Fulbe Bororo genannt) und Tubu. Die Tuaregkarawanen transportieren im Rahmen des Transsaharahandels vor allem Salz, das in den Oasen gewonnen wird.

## Klima
In der Ténéré herrscht ein arides Wüstenklima vor. Es wird von den Bewohnern jedoch in drei Jahreszeiten eingeteilt. Von März bis Juni dauert die heiße Jahreszeit, in dieser Jahreszeit werden tagsüber Temperaturen von über 50 °C erreicht, während die Tagesmitteltemperatur im Juni von 25 bis 44 °C erreicht. Die durchschnittliche Jahresmitteltemperatur beträgt etwa 28 °C. Der heißen Jahreszeit schließt sich die Regenzeit von Juli bis August an, es fallen jedoch nur durchschnittlich 20 bis 50 mm Niederschlag pro Jahr. Die Niederschläge in der Ténéré hängen von der Intensität des westafrikanischen Monsuns ab. In Jahren mit einer geringen Monsunintensität erreicht der Wolkengürtel die Ténéré nicht mehr. Der Regenzeit schließt sich die kühle Jahreszeit von September bis März an, in ihr werden Tagesmitteltemperaturen von 10 bis 29 °C erreicht, wobei die Temperaturunterschiede zwischen Tag und Nacht extrem sein können. In der Gemeinde Iférouane wurden an einem Tag zwischen −1 °C und 52 °C gemessen. In dieser Jahreszeit beherrscht der trockene Nord-Ost-Passat Harmattan das Wetter der Ténéré.

## Geschichte
Im frühen und mittleren Holozän war das Klima der Ténéré völlig anders als heute. Die Region war wasserreich und hatte eine vielfältige Flora und Fauna. In Gobero am Westrand der Wüste wurden 2008 von Archäologen die ältesten Gräber der Sahara gefunden, rund 200 Bestattungen von Jägern, Fischern und frühen Tierzüchtern, die die Region zwischen 7700 und 6200 v. Chr. und wieder von 5200 bis 2500 v. Chr. besiedelten. Hunderte von Felszeichnungen wie die Dabous-Giraffen am Rand des Aïr-Gebirges zeugen von der vielfältigen Fauna in der Jungsteinzeit.
In jüngerer Zeit gewann die Ténéré Bedeutung als Landweg für Flüchtlinge auf dem Weg von Niger zur libyschen Küste und weiter nach Europa. Nach Schätzungen von Experten sterben hier dreimal so viele Migranten wie auf dem Mittelmeer.

## Motorsport
Durch die Ténéré führten mehrere Auflagen der Rallye Dakar. Nach Erfolgen dort wurden diverse Motorradmodelle von Yamaha nach der Ténéré benannt (siehe Yamaha Ténéré), wodurch der Name der Wüste auch in Europa bekannter wurde. Das Naturschutzgebiet darf seit seiner Einrichtung nicht mehr durchquert werden.

## Ténérépiste
Die sogenannte Ténérépiste beginnt in Agadez und endet in Bilma. Sie beginnt in Agadez bei Kilometer 0. Zunächst führt die Strecke Richtung Osten am Friedhof von Agadez vorbei durch ein Neubaugebiet. Bei Kilometer 4 befindet sich ein Polizeiposten. Auf der Südseite der Piste befindet sich die Falaise de Tiguidit. Bei Kilometer 80 befinden sich mehrere Holzlagerplätze. Bei Kilometer 135 befindet sich der Brunnen Tazole. Bei Kilometer 160 markiert ein senkrecht stehender Stein eine Piste, die nach Süden (Richtung Termit-Massiv) abbiegt. Bei Kilometer 203 verzweigt sich die Ténérépiste. Die nördliche Piste führt zum Brunnen von Achegour. Die südliche Piste führt zum Arbre du Ténéré („Baum der Ténéré“). Bei Kilometer 494 befindet sich der Brunnen von Achegour.
Am Brunnen von Achegour verzweigt sich die Piste erneut. Die nördliche Piste wird als LKW-Piste bezeichnet, die südliche als PKW-Piste. Die PKW-Piste ist im Abstand von etwa einem Kilometer mit Balisen (Stahlstangen mit Kilometerschild) markiert. Die PKW-Piste endet in Bilma.
Die südliche Piste (LKW-Piste) verläuft vom Achegour-Brunnen durch einen Geländeeinschnitt Richtung Nordosten. Die Piste führt über eine Anhöhe zunächst Richtung Nordosten. Im weiteren Verlauf wendet sie sich Richtung Südosten. Die Tenérépiste führt am Nordrand der Kafra-Berge entlang. Bei Kilometer 560 steht eine auffallende Schirmakazie. Bei Kilometer 617 erreicht die Piste den Verwaltungsort Dirkou. Von Dirkou führt die Piste in südliche Richtung ins 32 km entfernte nach Bilma.
In der Regenzeit (Juni bis September) ist die Ténérépiste zwischen Agadez und dem Brunnen Tazolé schwierig zu befahren.

## Der Baum der Ténéré

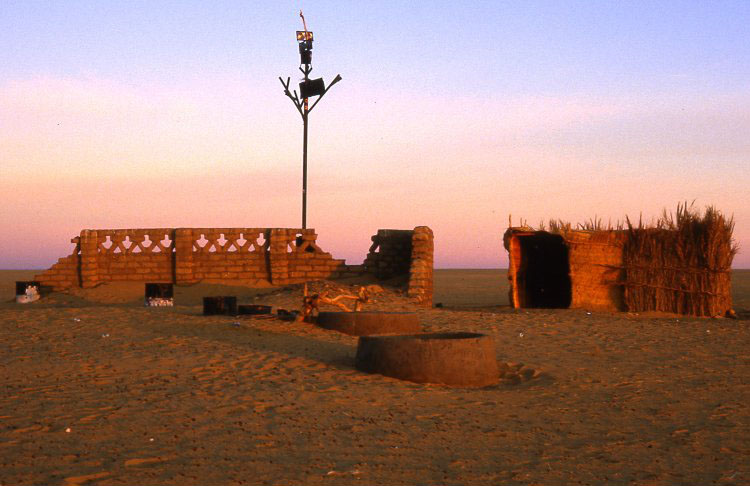
Arbre du Ténéré in der Ténéré-Wüste

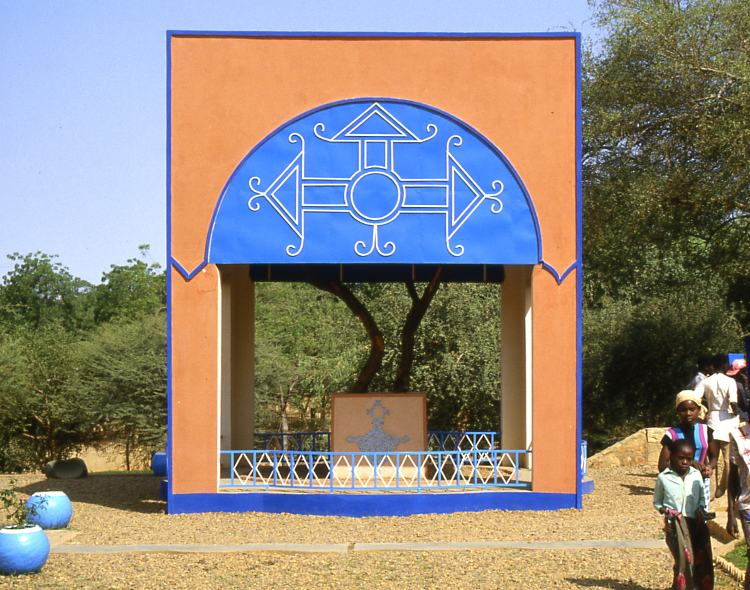
Der Original-Arbre du Ténéré im Nigrischen Nationalmuseum in Niamey

In der Mitte der Wüste befand sich, als einziger Baum im Umkreis von mehreren hundert Kilometern, der Arbre du Ténéré. Er gilt als einziges Baumexemplar, das ausdrücklich auf einer Karte im Maßstab 1:4 000 000 eingezeichnet ist bzw. war.
Dieser Baum, eine Schirmakazie, die Karawanen und Lastwagenfahrern als Orientierungspunkt diente, wurde 1973 von einem Lastwagenfahrer umgefahren. Als von den Nomaden (meist Tuareg) besonders geachtetes Exemplar hatte er vorher trotz des allgemeinen Mangels an Brennholz Jahrhunderte überdauert.
Später wurde der Arbre du Ténéré ins Nigrische Nationalmuseum gebracht und erhielt dort einen Ehrenplatz in einem eigenen Pavillon. An seinem ursprünglichen Standort in der Wüste wurde er anfangs durch eine, mittlerweile durch zwei, baumähnliche Metall-Skulpturen ersetzt.
Es gibt an dieser Stelle nach wie vor ein Wasserloch, das allerdings sehr schlechte Wasserqualität aufweist.

## Film
- Treck der Tuareg. Mit der Salzkarawane durch die Sahara. Reportage von Walter Heinz, Deutschland 2004, 30 min.